# Rita Wilson
Rita Wilson, all'anagrafe Margarita Ibrahimoff (Los Angeles, 26 ottobre 1956), è un'attrice, produttrice cinematografica e cantante statunitense naturalizzata greca.

## Biografia
Rita Wilson, nata Margarita Ibrahimoff (in bulgaro Маргарита Ибрахимов; Margarita Ibrahimova?), nasce in California da padre bulgaro, Hassan Halilov Ibrahimoff, che immigrò negli Stati Uniti, e madre greca, Dorothea Tzigkou, proveniente da un piccolo villaggio ai confini con l'Albania. Ha cambiato il suo cognome da Ibrahimoff a Wilson, prendendo il nome di una via in cui ha abitato. Nel 1988 si sposa con l'attore Tom Hanks.
Come attrice ha partecipato a vari film che vedevano il marito protagonista, tra cui Un ponte di guai, Il falò delle vanità, Insonnia d'amore e l'esordio alla regia del marito Music Graffiti. Nel 1995 è una delle protagoniste di Amiche per sempre, al fianco di Demi Moore, Rosie O'Donnell e Melanie Griffith, mentre successivamente recita in Una promessa è una promessa al fianco di Arnold Schwarzenegger, Se scappi, ti sposo e Storia di noi due.
Nel 2002 esordisce come produttrice nella commedia romantica scritta e interpretata da Nia Vardalos Il mio grosso grasso matrimonio greco. Nel 2004 recita in Nata per vincere, mentre l'anno seguente prende parte al film indipendente The Chumscrubber. Nel 2008, assieme al marito, è tra i produttori di Mamma Mia!, adattamento cinematografico dell'omonimo musical di Broadway. Nel marzo 2019 ha ricevuto una stella sulla Hollywood Walk of Fame.

## Vita privata

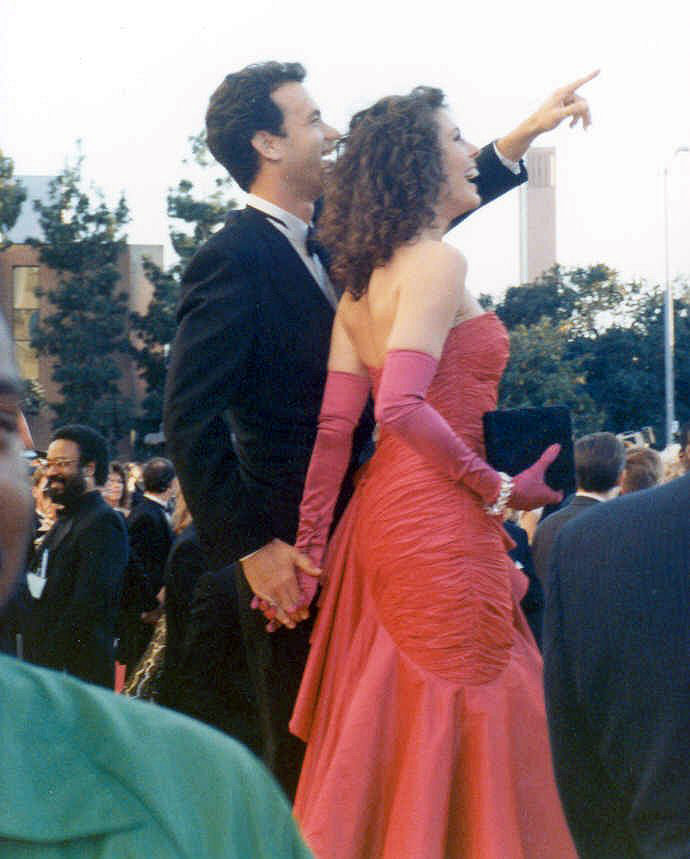
Rita Wilson assieme al marito Tom Hanks ai Premi Oscar 1988

Nell'aprile 1988 si è sposata con l'attore Tom Hanks, con cui ha avuto due figli: Chester (1990) e Truman (1995). Inoltre è la matrigna di Colin ed Elizabeth, avuti da Hanks nel suo precedente matrimonio. È molto attiva in opere di beneficenza, grazie anche all'amicizia con Rosie O'Donnell, soprattutto riguardanti il cancro e i bambini. Rita Wilson è cristiana ortodossa.

## Filmografia parziale

### Attrice

#### Cinema
- The Day It Came to Earth, regia di Harry Thomason (1979)
- Cheech & Chong sempre più fumati (Cheech and Chong's Next Movie), regia di Tommy Chong (1980)
- Un ponte di guai (Volunteers), regia di Nicholas Meyer (1985)
- Cara dolce strega (Teen Witch), regia di Dorian Walker (1989)
- Sinners, regia di Charles T. Kanganis (1990)
- Il falò delle vanità (The Bonfire of the Vanities), regia di Brian De Palma (1990)
- Insonnia d'amore (Sleepless in Seattle), regia di Nora Ephron (1993)
- Agenzia salvagente (Mixed Nuts), regia di Nora Ephron (1994)
- Amiche per sempre (Now and Then), regia di Lesli Linka Glatter (1995)
- Music Graffiti (That Thing You Do!), regia di Tom Hanks (1996)
- Una promessa è una promessa (Jingle All the Way), regia di Brian Levant (1996)
- Psycho, regia di Gus Van Sant (1998)
- Se scappi, ti sposo (Runaway Bride), regia di Garry Marshall (1999)
- Storia di noi due (The Story of Us), regia di Rob Reiner (1999)
- Fashion Crimes (Perfume), regia di Michael Rymer (2001)
- Prigione di vetro (The Glass House), regia di Daniel Sackheim (2001) – non accreditata
- Auto Focus, regia di Paul Schrader (2002)
- Nata per vincere (Raise Your Voice), regia di Sean McNamara (2004)
- Kidnapped - Il rapimento (The Chumscrubber), regia di Arie Posin (2005)
- Beautiful Ohio, regia di Chad Lowe (2006)
- Le mie grosse grasse vacanze greche (My Life in Ruins), regia di Donald Petrie (2009)
- Daddy Sitter (Old Dogs), regia di Walt Becker (2009)
- È complicato (It's Complicated), regia di Nancy Meyer (2009)
- L'arte di cavarsela (The Art of Getting By), regia di Gavin Wiesen (2011)
- Kiss Me, regia di Jeff Probst (2014)
- Cognati per caso (Brother Nature), regia di Oz Rodriguez e Matt Villines (2016)
- Il mio grosso grasso matrimonio greco 2 (My Big Fat Greek Wedding 2), regia di Kirk Jones (2016)
- Gloria Bell, regia di Sebastián Lelio (2018)
- A Simple Wedding, regia di Sara Zandieh (2018)
- Late Lunch, episodio di Love Is Love Is Love, regia di Eleanor Coppola (2020)
- Kimi - Qualcuno in ascolto (Kimi), regia di Steven Soderbergh (2022)
- Asteroid City, regia di Wes Anderson (2023)

#### Televisione
- Angeli volanti (Flying High), regia di Peter H. Hunt – film TV (1978)
- Sisters, regia di Mimi Leder – film TV (1990)
- Barbarians at the Gate, regia di Glenn Jordan – film TV (1993)
- 1996, episodio di Tre vite allo specchio (If These Walls Could Talk), regia di Cher – film TV (1996)
- Dalla Terra alla Luna (From the Earth to the Moon) – miniserie TV, puntate 04-06-11 (1998)
- Un amore invisibile (Invisible Child), regia di Joan Micklin Silver – film TV (1999)
- Frasier  – serie TV, episodi 7x01-9x02 (2000-2001)
- The Good Wife – serie TV, 6 episodi (2011-2014)
- Girls – serie TV, 7 episodi (2013-2017)
- Full Circle – serie TV, 5 episodi (2015)
- 1883 – miniserie TV, puntata 6 (2022)

### Regista
- The Trap – cortometraggio (2007)

### Produttrice (parziale)
- Non così vicino (A Man Called Otto), regia di Marc Forster (2022)

## Doppiatrici italiane
Nelle versioni in italiano delle opere in cui ha recitato, Rita Wilson è stata doppiata da:
- Emanuela Rossi in Agenzia salvagente, Gloria Bell
- Cristina Boraschi in Un ponte di guai, Kimi - Qualcuno in ascolto
- Tiziana Avarista in Prigione di vetro, Nata per vincere
- Laura Boccanera in Music Graffiti, È complicato
- Cinzia De Carolis in The Good Wife, 1883
- Giò Giò Rapattoni in Insonnia d'amore
- Angiola Baggi in Una promessa è una promessa
- Pinella Dragani in Se scappi, ti sposo
- Gabriella Borri in Perfume
- Isabella Pasanisi in Auto Focus
- Alessandra Korompay in Kidnapped - Il rapimento
- Francesca Guadagno in Daddy Sitter
- Liliana Sorrentino in L'arte di cavarsela